# Grande Prêmio do Brasil de 2011
O Grande Prêmio do Brasil foi a décima nona e última corrida da temporada de 2011 da Fórmula 1.

## Relatório

### Treinos livres

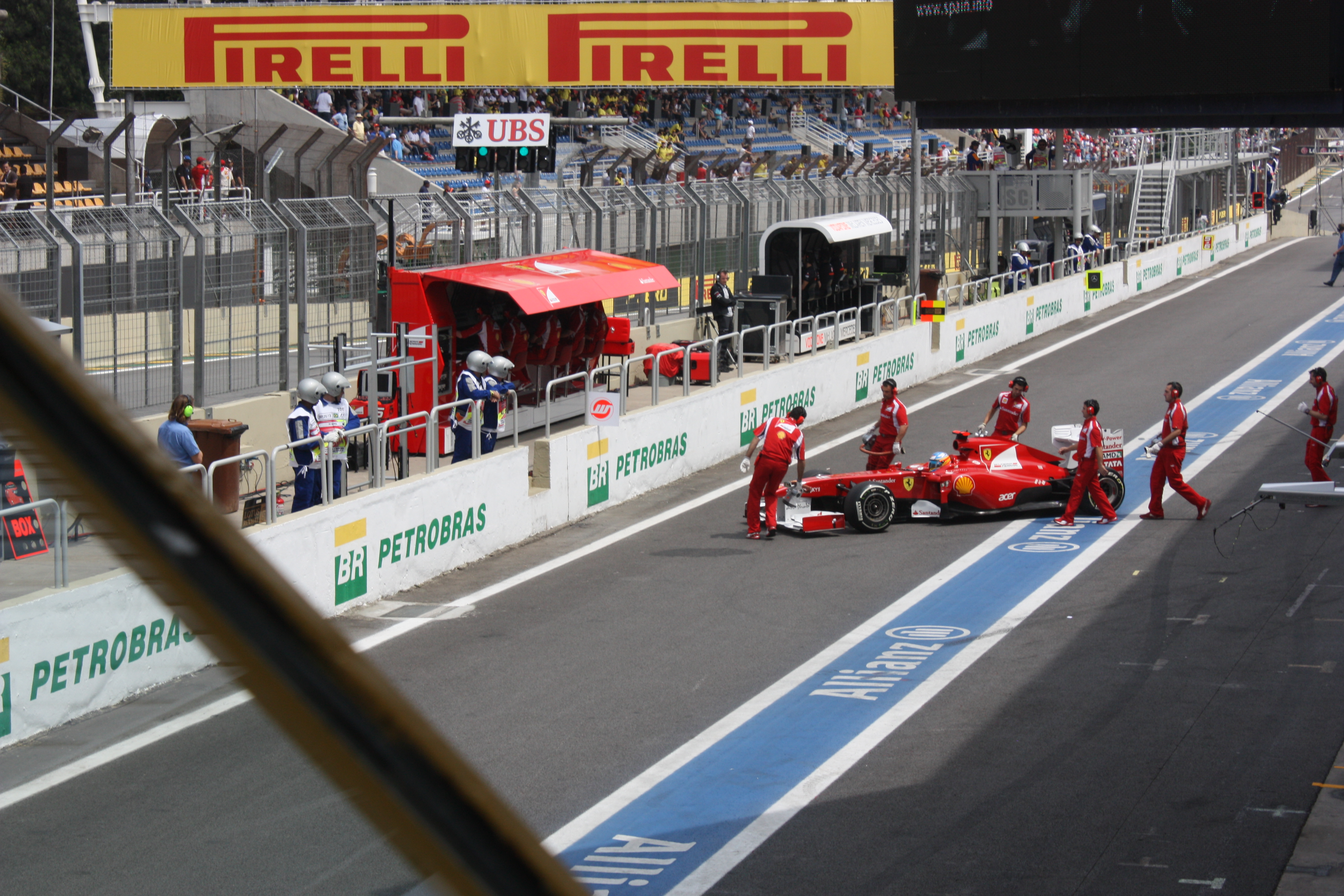
Ferrari voltando ao box.

A primeira sessão de treinos livres teve início no horário previsto e ocorreu debaixo de sol forte. Cinco pilotos de teste participaram da sessão no lugar de pilotos titulares, sendo eles o brasileiro Luiz Razia, que entrou no lugar do italiano Jarno Trulli na Lotus; Jean-Eric Vergne no lugar de Buemi na Toro Rosso; Nico Hulkenberg no lugar de Sutil na Force India, Romain Grosjean no lugar de Petrov na Renault e também do tcheco Jan Charouz no lugar de Liuzzi na HRT. Algumas escapadas de pista puderam ser vistas, como a do venezuelano Pastor Maldonado e também do japonês Kamui Kobayashi, que andaram algumas vezes na grama. Dois carros ficaram fora por problemas mecânicos: o do piloto de testes da Renault Romain Grosjean, com problemas na embreagem, e do espanhol Fernando Alonso, que parou na pista com suspeitas de problemas no motor. O melhor tempo da sessão foi de 1m31s811mil marcado pelo australiano Mark Webber, seguido pelos ingleses Jenson Button e Lewis Hamilton, respectivamente. Sebastian Vettel foi o quarto logo a frente dos dois pilotos da Ferrari, Felipe Massa e Fernando Alonso. Michael Schumacher ficou com a sétima colocação, Nico Hulkenberg com a oitava, o britânico Paul di Resta com a nona e Nico Rosberg com a décima completando os dez primeiros colocados.
Na segunda sessão de treinos livres Lewis Hamilton fez o melhor tempo, superando os pilotos Sebastian Vettel e Mark Webber. O piloto inglês, o terceiro mais rápido da primeira sessão, ditou o ritmo desde o início do treino e fez o melhor tempo com 1m13s392mil, depois de trocar os pneus por outros mais leves durante a sessão. Em segundo lugar ficou o alemão Vettel com 1m13s559mil e o australiano Webber, que tinha sido o mais rápido da primeira sessão, foi o terceiro com 1m13s587mil. O espanhol Fernando Alonso que abandonou a primeira sessão devido a um problema no motor, foi o quarto mais rápido, seguido do heptacampeão Michael Schumacher. O sexto foi o brasileiro Felipe Massa, à frente do britânico Jenson Button e do alemão Nico Rosberg. Em nono e décimo ficaram os pilotos da Force India Adrian Sutil e Paul Di Resta, respectivamente, completando o top 10 da sessão.

### Treino classificatório

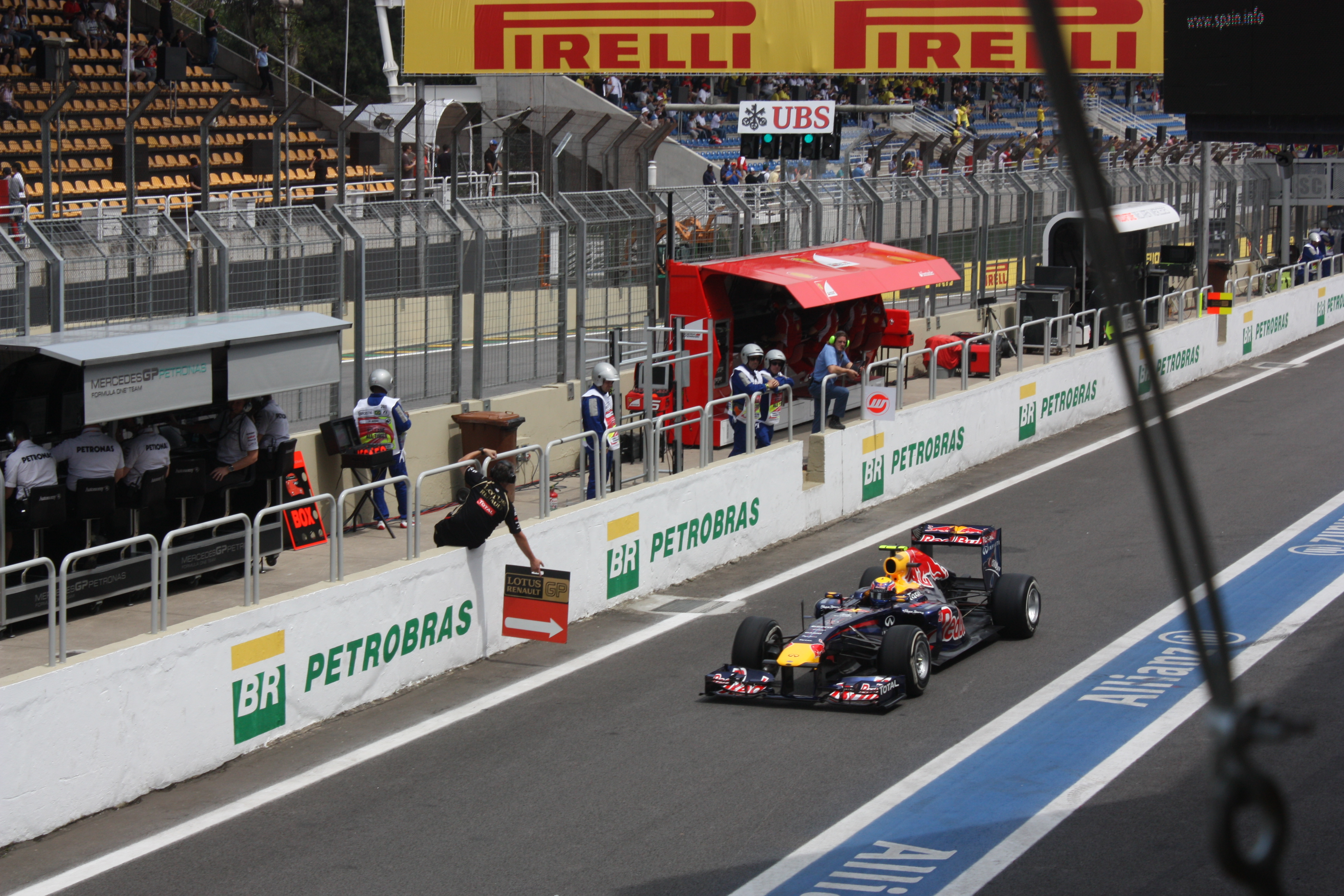
Treino do sábado.

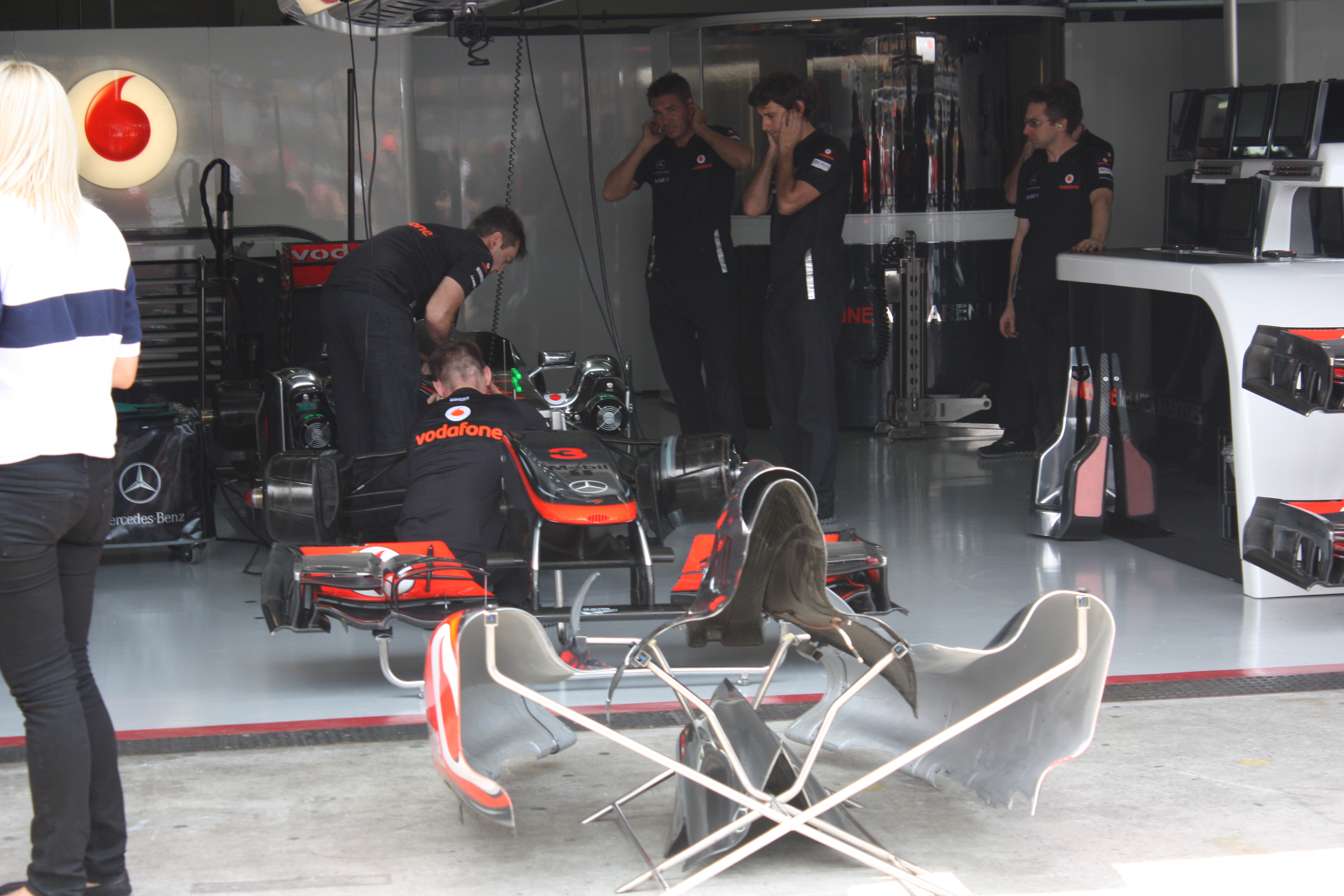
Vista do box

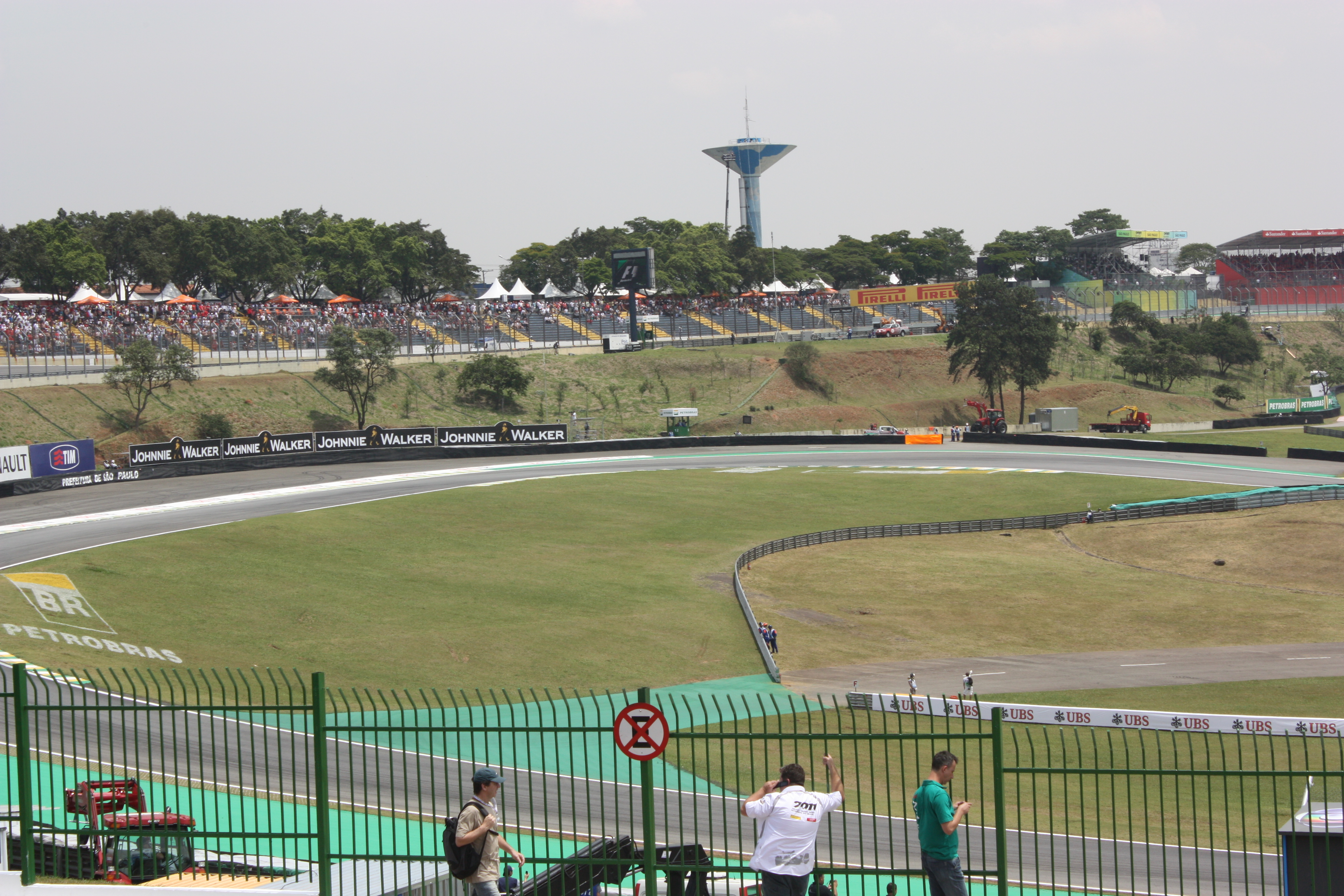
Vista de parte da pista

No Q1, com ameaça de chuva, os pilotos se apressaram para deixar os boxes e marcar voltas rápidas. À exceção de Felipe Massa, que foi o último a ir para a pista, a doze minutos do final da primeira etapa. Jenson Button foi o mais rápido da primeira parte do classificatório com o tempo de 1min13s281mil. Foram eliminados os carros de Team Lotus, Hispania e Virgin, além de Pastor Maldonado, da Williams. Todos os pilotos marcaram voltas mais rápidas do que o limite de 107% em relação ao melhor tempo do Q1 e foram liberados para largar no dia seguinte.
Já no início da segunda parte do classificatório, Sebastian Vettel bateu o melhor tempo do fim de semana até então e se manteve na liderança até o fim do Q2. Felipe Massa errou em sua última volta rápida, porém isso não ameaçou a sua classificação para a disputa da pole position. Bruno Senna também conseguiu tempo para o Q3. Além dos brasileiros, classificaram-se para a última etapa as Red Bulls, McLarens e Mercedes, além de Fernando Alonso e Adrian Sutil. Rubens Barrichello ficou de fora, classificando-se em décimo segundo.
No Q3, Nico Rosberg iniciou a disputa pela pole position. Em sua primeira volta, Vettel abaixou ainda mais seu tempo, chegando à marca de 1m12s268mil. O alemão ainda conseguiu bater esse tempo na última passagem – com 1m11s918mil, ele garantiu a pole position. Ele conquistou sua 15ª pole na temporada, superando o recorde de Nigel Mansell, que largou 14 vezes na frente em 1992. Webber foi o segundo mais veloz, colocando os dois carros da Red Bull  na frente. As duas McLaren largam na segunda fila, com Button em terceiro e Hamilton em quarto. A terceira fila tem Alonso seguido por Rosberg. Massa é sétimo e Senna larga em nono. Schumacher não marcou tempo.

### Corrida
A corrida teve início no horário previsto com tempo nublado. Entre os primeiros colocados o melhor a largar foi Alonso, que saiu da 5ª para a 4ª posição, superando Hamilton. Na 12ª passagem, o espanhol ultrapassou Button e foi para a 3ª posição, porém acabou sendo ultrapassado por Button a poucas voltas do fim. Senna, que largou em 9º, manteve a colocação até ocorrer um toque com Schumacher na 10ª volta. O alemão tentou passar e o carro do brasileiro tocou a parte traseira de seu Mercedes, furando o pneu. Schumacher foi aos boxes e caiu para o último lugar. Senna recebeu um drive through como penalização. O britânico Hamilton abandonou a prova na 47ª volta, com problemas em sua McLaren. Outros pilotos a deixar a prova foram o venezuelano Pastor Maldonado, da Williams, o alemão Timo Glock, da Virgin, e o italiano Vitantonio Liuzzi, da Hispania. Webber, que largou atrás do pole position Vettel, passou o companheiro de equipe na 30ª volta, quando Vettel, aparentemente, tinha problemas com o câmbio, e seguiu na frente com tranquilidade até cruzar a linha de chegada. Foi a primeira vitória de Webber em 2011, enquanto Vettel venceu 11 de 19 corridas. O britânico Button, da McLaren, completou o pódio e garantiu o vice-campeonato da temporada, chegando a 270 pontos, contra 258 do espanhol Fernando Alonso, que terminou a corrida em quarto lugar. O brasileiro Massa, da Ferrari chegou em 5º lugar. Foi a 6ª vez que o brasileiro terminou na 5ª colocação na temporada de 2011.
Houve expectativa de chuva durante toda a prova, entretanto a chuva não caiu e a corrida transcorreu com poucas ultrapassagens e sem grandes incidentes.

## Resultados

### Treino classificatório
| #                        | Nº | Piloto             | Equipe               | Q1       | Q2       | Q3        | voltas |
| ------------------------ | -- | ------------------ | -------------------- | -------- | -------- | --------- | ------ |
| 1                        | 1  | Sebastian Vettel   | RBR-Renault          | 1:13.664 | 1:12.446 | 1:11.918  | 17     |
| 2                        | 2  | Mark Webber        | RBR-Renault          | 1:13.467 | 1:12.658 | 1:12.099  | 16     |
| 3                        | 4  | Jenson Button      | McLaren-Mercedes     | 1:13.281 | 1:12.820 | 1:12.283  | 18     |
| 4                        | 3  | Lewis Hamilton     | McLaren-Mercedes     | 1:13.361 | 1:12.811 | 1:12.480  | 22     |
| 5                        | 5  | Fernando Alonso    | Ferrari              | 1:13.969 | 1:12.870 | 1:12.591  | 22     |
| 6                        | 8  | Nico Rosberg       | Mercedes             | 1:14.083 | 1:12.569 | 1:13.050  | 21     |
| 7                        | 6  | Felipe Massa       | Ferrari              | 1:14.269 | 1:13.291 | 1:13.068  | 18     |
| 8                        | 14 | Adrian Sutil       | Force India-Mercedes | 1:13.480 | 1:13.261 | 1:13.298  | 23     |
| 9                        | 9  | Bruno Senna        | Renault              | 1:14.453 | 1:13.300 | 1:13.761  | 20     |
| 10                       | 7  | Michael Schumacher | Mercedes             | 1:13.694 | 1:13.571 | Sem tempo | 18     |
| 11                       | 15 | Paul di Resta      | Force India-Mercedes | 1:13.733 | 1:13.584 |           | 17     |
| 12                       | 11 | Rubens Barrichello | Williams-Cosworth    | 1:14.117 | 1:13.801 |           | 17     |
| 13                       | 19 | Jaime Alguersuari  | STR-Ferrari          | 1:14.225 | 1:13.804 |           | 18     |
| 14                       | 18 | Sébastien Buemi    | STR-Ferrari          | 1:14.500 | 1:13.919 |           | 22     |
| 15                       | 10 | Vitaly Petrov      | Renault              | 1:13.859 | 1:14.053 |           | 16     |
| 16                       | 16 | Kamui Kobayashi    | Sauber-Ferrari       | 1:14.571 | 1:14.129 |           | 18     |
| 17                       | 12 | Sergio Perez       | Sauber-Ferrari       | 1:14.430 | 1:14.182 |           | 21     |
| 18                       | 12 | Pastor Maldonado   | Williams-Cosworth    | 1:14.625 |          |           | 11     |
| 19                       | 20 | Heikki Kovalainen  | Lotus-Renault        | 1:15.068 |          |           | 11     |
| 20                       | 21 | Jarno Trulli       | Lotus-Renault        | 1:15.358 |          |           | 14     |
| 21                       | 23 | Vitantonio Liuzzi  | HRT-Cosworth         | 1:16.631 |          |           | 8      |
| 22                       | 22 | Daniel Ricciardo   | HRT-Cosworth         | 1:16.890 |          |           | 9      |
| 23                       | 25 | Jerome d'Ambrosio  | Virgin-Cosworth      | 1:17.019 |          |           | 10     |
| 24                       | 24 | Timo Glock         | Virgin-Cosworth      | 1:17.060 |          |           | 10     |
| Tempo dos 107%: 1:18.410 |    |                    |                      |          |          |           |        |
| Fonte:                   |    |                    |                      |          |          |           |        |

### Corrida
| #      | Nº | Piloto             | Equipe               | Voltas | Tempo       | Grid | Pontos |
| 1      | 2  | Mark Webber        | RBR-Renault          | 71     | 1:32:17.434 | 2    | 25     |
| 2      | 1  | Sebastian Vettel   | RBR-Renault          | 71     | +16.9s      | 1    | 18     |
| 3      | 4  | Jenson Button      | McLaren-Mercedes     | 71     | +27.6s      | 3    | 15     |
| 4      | 5  | Fernando Alonso    | Ferrari              | 71     | +35.0s      | 5    | 12     |
| 5      | 6  | Felipe Massa       | Ferrari              | 71     | +66.7s      | 7    | 10     |
| 6      | 14 | Adrian Sutil       | Force India-Mercedes | 70     | +1 volta    | 8    | 8      |
| 7      | 8  | Nico Rosberg       | Mercedes             | 70     | +1 volta    | 6    | 6      |
| 8      | 14 | Paul di Resta      | Force India-Mercedes | 70     | +1 volta    | 11   | 4      |
| 9      | 16 | Kamui Kobayashi    | Sauber-Ferrari       | 70     | +1 volta    | 16   | 2      |
| 10     | 10 | Vitaly Petrov      | Renault              | 70     | +1 volta    | 15   | 1      |
| 11     | 19 | Jaime Alguersuari  | STR-Ferrari          | 70     | +1 volta    | 13   |        |
| 12     | 18 | Sébastien Buemi    | STR-Ferrari          | 70     | +1 volta    | 14   |        |
| 13     | 17 | Sergio Perez       | Sauber-Ferrari       | 70     | +1 volta    | 17   |        |
| 14     | 11 | Rubens Barrichello | Williams-Cosworth    | 70     | +1 volta    | 12   |        |
| 15     | 7  | Michael Schumacher | Mercedes             | 70     | +1 volta    | 10   |        |
| 16     | 20 | Heikki Kovalainen  | Lotus-Renault        | 69     | +2 voltas   | 19   |        |
| 17     | 9  | Bruno Senna        | Renault              | 69     | +2 voltas   | 9    |        |
| 18     | 21 | Jarno Trulli       | Lotus-Renault        | 69     | +2 voltas   | 20   |        |
| 19     | 25 | Jerome d'Ambrosio  | Virgin-Cosworth      | 68     | +3 voltas   | 23   |        |
| 20     | 22 | Daniel Ricciardo   | HRT-Cosworth         | 68     | +3 voltas   | 22   |        |
| Ret    | 23 | Vitantonio Liuzzi  | HRT-Cosworth         | 61     | +10 voltas  | 21   |        |
| Ret    | 3  | Lewis Hamilton     | McLaren-Mercedes     | 46     | Câmbio      | 4    |        |
| Ret    | 12 | Pastor Maldonado   | Williams-Cosworth    | 26     | +45 voltas  | 18   |        |
| Ret    | 24 | Timo Glock         | Virgin-Cosworth      | 21     | +50 voltas  | 24   |        |
| Fonte: |    |                    |                      |        |             |      |        |

## Curiosidade
- Commons

- Última corrida de Jarno Trulli, Vitantonio Liuzzi, Jerome D'Ambrosio, Sebastien Buemi, Jaime Alguersuari e de Rubens Barrichello na Fórmula 1.
- Última corrida de Vitaly Petrov na Lotus-Renault que na próxima temporada correu pela Caterham (Lotus Racing).
- Última corrida de Bruno Senna na Lotus-Renault que na próxima temporada correu pela Williams.
- Última corrida de Daniel Ricciardo pela Hispania que na próxima temporada correu pela Toro Rosso.
- Última corrida de Adrian Sutil até a temporada 2013 para substituir Nico Hülkenberg que foi para Sauber substituir Kamui Kobayashi que foi dispensado da equipe.
- Última corrida dos pneus intermediários com cor azul e dos pneus de chuva com cor laranja, já que em 2012 a Pirelli decidiu trocar a cor dos intermediários para verde e os de chuva para azul.
- Última corrida de uma equipe com o nome "Lotus Racing", que na próxima temporada passou a se chamar Caterham.

## Tabela do campeonato após a corrida
Observe que somente as cinco primeiras posições estão incluídas na tabela.
| 1      | Estável | Sebastian Vettel | 392 |
| 2      | Estável | Jenson Button    | 270 |
| 3      | 1       | Mark Webber      | 258 |
| 4      | 1       | Fernando Alonso  | 257 |
| 5      | Estável | Lewis Hamilton   | 227 |
| Fonte: |         |                  |     |

| 1      | Estável | Red Bull-Renault | 650 |
| 2      | Estável | McLaren-Mercedes | 497 |
| 3      | Estável | Ferrari          | 375 |
| 4      | Estável | Mercedes         | 165 |
| 5      | Estável | Renault          | 73  |
| Fonte: |         |                  |     |